# Familia (Partei)
Die Familia war eine politische Partei im Polen-Litauen des 18. Jahrhunderts.

## Geschichte
Entstanden war die Familia in Warschau zu Anfang des 18. Jahrhunderts im damals als Adelsrepublik geführten Vielvölkerstaat Polen-Litauen. Ihr Ziel war die Durchführung weitreichender Reformen des Staatsapparates, der demokratischen Institutionen und des gesellschaftlichen Gemeinwesens vor dem Hintergrund der Einflussnahme durch das Königreich Preußen und das Russische Kaiserreich. Letzteres hatte besonders nach dem Zweiten Nordischen Krieg 1655 bis 1661, der als Schwedische Sintflut in die polnisch-litauische Geschichte einging, und der damit einhergehenden Schwächung der polnisch-litauischen Streitkräfte seine geopolitische Autorität in Mitteleuropa ausgebaut.
Initiatoren der Partei waren die einflussreichen Magnatenfamilien Czartoryski und Poniatowski. Zu ihren Mitgliedern zählten unter anderem auch Persönlichkeiten wie der Kunstförderer Michał Ogiński, der Diplomat Andrzej Hieronim Zamoyski oder der Großschatzmeister Georg von Flemming. Inhaltlich zählten sich ihre Anhänger zur geistigen und sozialen Bewegung der Aufklärung.
1754 trat die Familia in Opposition zum seit 1733 regierenden polnischen König August III., dem sie höfische Dekadenz und politische Schwäche vorwarf. Nach seinem Tod 1763 kam es durch ihre Anhänger ein Jahr darauf mit Unterstützung russischer Truppen de facto zu einem Staatsstreich. Die standesmäßig abzuhaltenden Freien Wahlen von 1764 standen demnach unter starker Einflussnahme der Partei. Ihre Anhänger betrachteten sich als Patrioten, versuchten gleichzeitig jedoch Provokationen gegenüber dem militärisch aufrüstenden Ausland zu vermeiden. Der Vorsitzende der Familia, August Aleksander Czartoryski, billigte aus diesem Grund auch die Entsendung russischer Truppen, um während der Wahl für Ordnung zu sorgen.
Am 7. September 1764 gewann ihr Kandidat, Stanisław August Poniatowski, der zugleich Wunschkandidat der russischen Kaiserin Katharina II. war, die Wahl zum polnischen König. Aus diesem Grund bildete sich ab 1768 die zur Familia in Opposition stehende Konföderation von Bar.
Während der Parlamentsperiode 1788 bis 1792 kam es jedoch zwischen der Familia und dem Regierungslager zum Bruch. Durch die Unterstützung ihres Abgeordneten Ignacy Potocki war sie allerdings an der Verabschiedung der ersten modernen Verfassung Europas, der Verfassung vom 3. Mai 1791, maßgeblich beteiligt.
Nach der endgültigen Teilung Polens bildete die Familia unter Adam Jerzy Czartoryski in Paris eine Exilregierung.